# Rotor

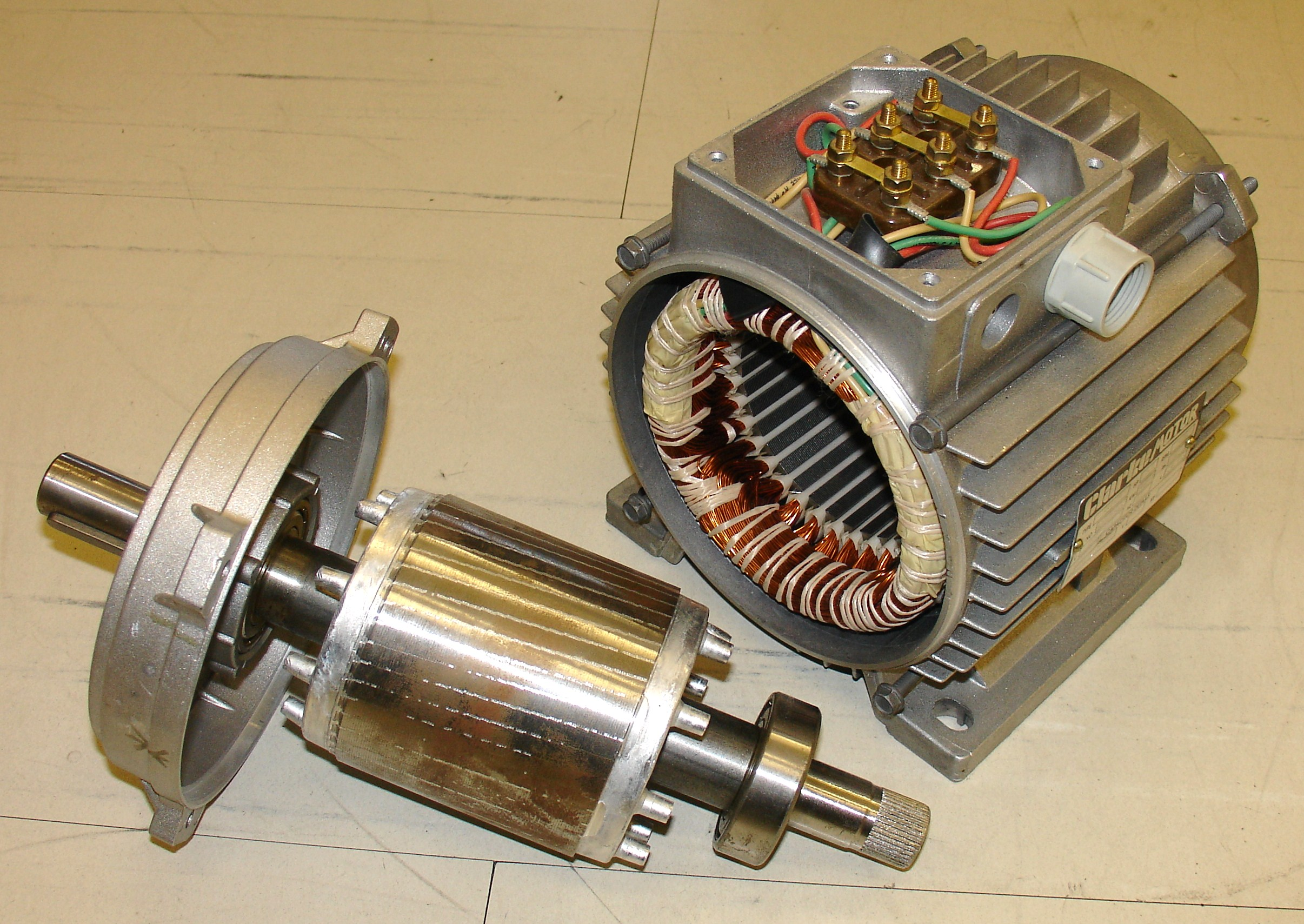
Rotor và stator trong động cơ điện

Rotor, từ tiếng Anh (gốc từ rotate: quay), để chỉ phần chuyển động, phần động, phần quay của máy như trong động cơ điện hay máy phát điện, là phần ngược lại của stator.
Rotor của động cơ điện được chia ra làm nhiều loại:
1. Rotor của động cơ điện 3 pha (trình bày sau)
2. Rotor của động cơ điện 1 pha, gồm hai loại là Rotor lồng sóc và Rotor dây quấn:
a. Rotor lồng sóc có cấu tạo như sau:
- Lõi thép: được ghép bởi các lá thép kĩ thuật điện.
- Thanh dẫn: được làm bằng đồng hoặc nhôm.
- Vòng đoản mạch (gồm 2 vòng)ở hai đầu Rotor (thanh dẫn được nối với vòng đoản mạch).
b. Rotor dây quấn (dùng cho động cơ có công suất lớn)
- Lõi thép: được ghép bởi các lá thép kĩ thuật điện (có rãnh để quấn dây).
- Dây quấn: là dây điện từ, được quấn quanh lõi thép.